# Rainer Reusch

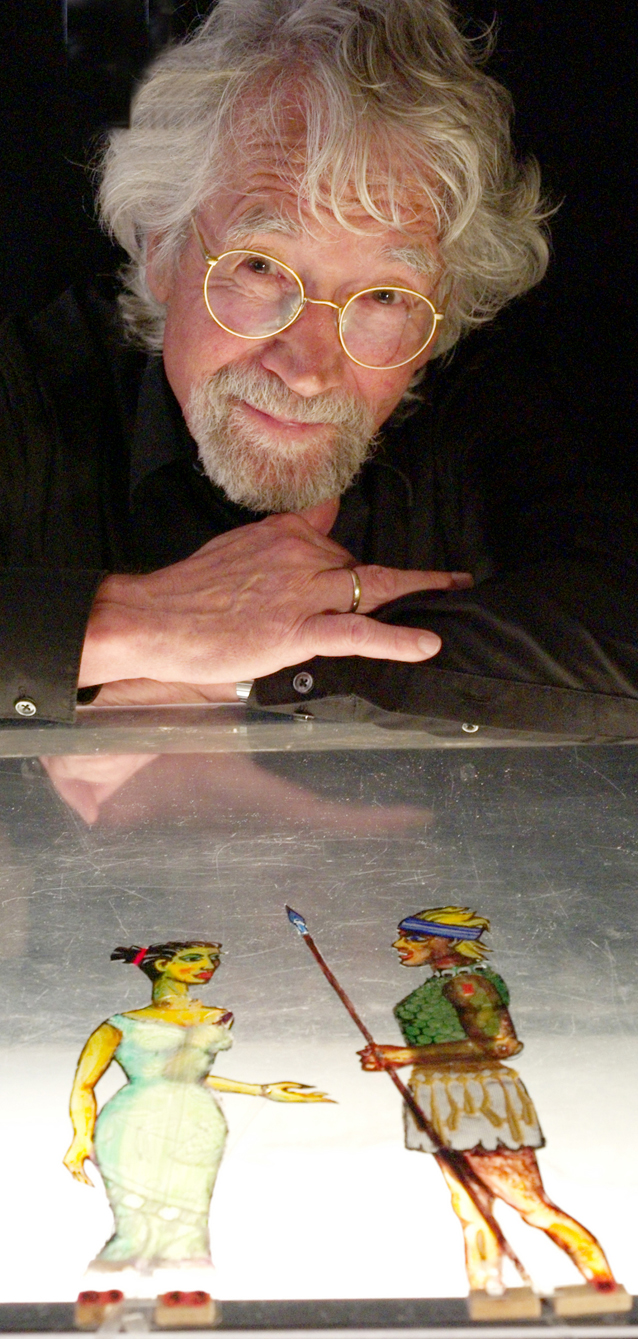
Rainer Reusch, 2014, mit Sandmalerei und farbigen Schattenfiguren aus Starke Frauen der Bibel

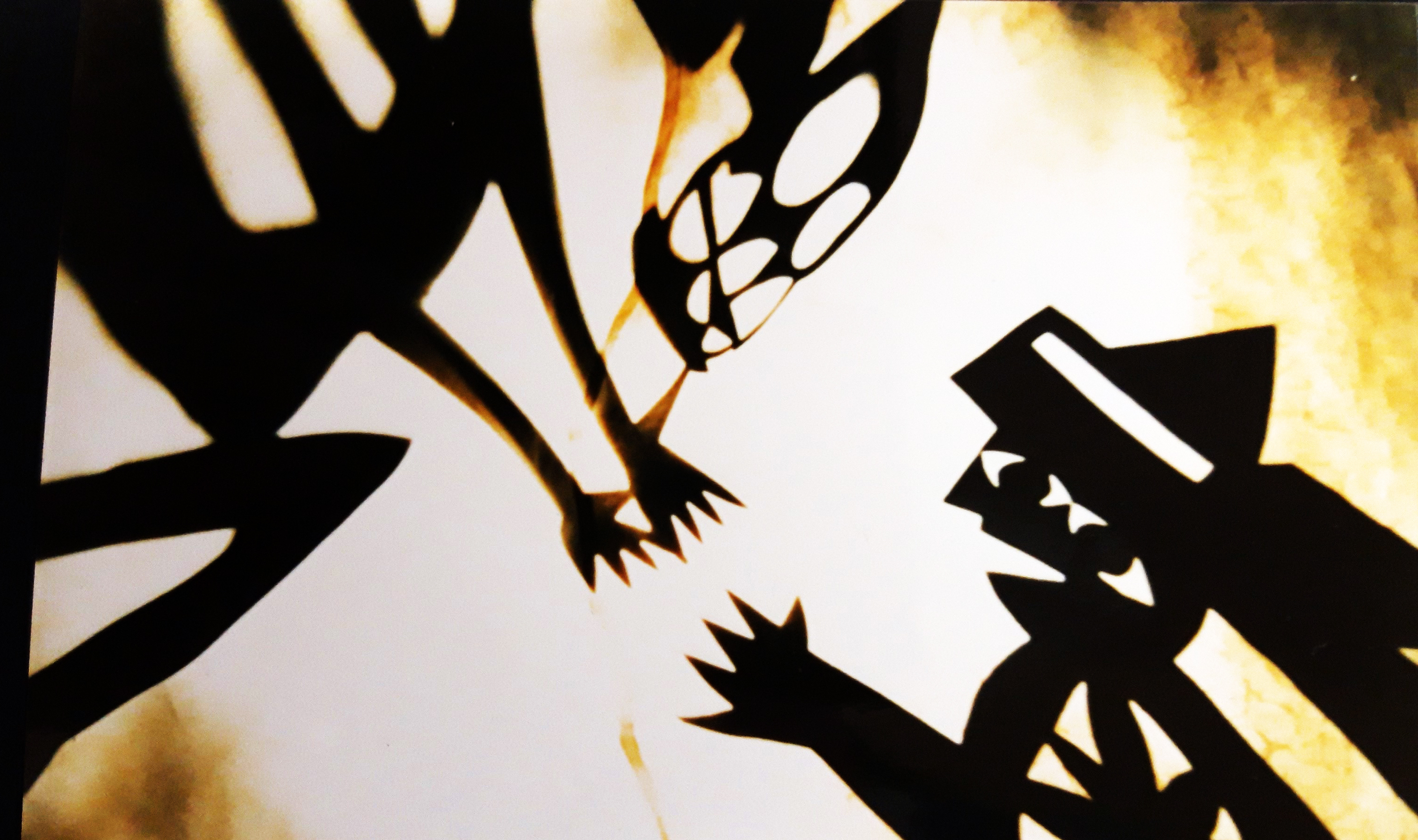
Szene aus Luce Amoros

Rainer Reusch (* 19. April 1939 in Neuenstadt am Kocher) ist ein deutscher Schattenspieler.

## Leben
Rainer Reusch, im Hauptberuf Lehrer, gründete 1982 zusammen mit seinen Söhnen und dem Jazzmusiker Dieter Seelow das Gmünder Schatten-Trio.
Schon die erste Inszenierung „erschaffen und erschöpft“ im Jahre 1982 setzte sich mit der biblischen Schöpfungsgeschichte und der Zerstörung der Erde durch den Menschen auseinander. Wegen des damals wenig wahrgenommenen Klimaproblems und der innovativen Spieltechnik wurde das Ensemble zu internationalen Figurentheater-Festivals im In- und Ausland eingeladen.
Um das im wahrsten Sinne „im Schatten“ stehende Figurentheater bekannter zu machen, rief Rainer Reusch 1988 mit Unterstützung der Stadt Schwäbisch Gmünd das weltweit 1. internationale Festival für zeitgenössisches Schattentheater ins Leben. Die in allen Erdteilen verstreuten Schattenkünstler bekamen dadurch ein Forum, auf dem sie sich kennenlernen und völkerverbindende Freundschaften schließen konnten.
Außerdem gründete Reusch in Zusammenarbeit mit dem Weltverband der Figurenspieler (UNIMA) ein internationales Schattentheater-Zentrum, eine Kontakt- und Forschungsstelle für zeitgenössische Schattenspieler, das er 25 Jahre lang leitete. Er baute ein Archiv mit Filmen, Fotos, Schriftverkehr, Plakaten, Programmen und Schattenfiguren auf. 1991 veröffentlichte er das erste Buch über das zeitgenössische Schattentheater „Die Wiedergeburt der Schatten“ in deutscher und englischer Sprache. In der Buchreihe „Schattentheater“ folgten weitere fünf Fachbücher, die heute zur Standard-Literatur zählen.
Reuschs Sammlung umfasst 500 moderne Schattenfiguren, die einen Überblick über die Entwicklung des zeitgenössischen Schattentheaters geben und eine weitere Privatsammlung mit 700 traditionellen Schattenfiguren aus China, Indien, Indonesien, Kambodscha, Thailand, Malaysia, Griechenland und der Türkei. Traditionelle Schattenfiguren zählen zum UNESCO-Weltkulturerbe. Ein Teil davon wird in dem 2021 eröffneten, weltweit einzigen Museum für zeitgenössisches Schattentheater gezeigt. Dieses Museum ist als Mitmachmuseum konzipiert und animiert die mehrheitlich jungen Besucher zum Experimentieren, Erkunden und Selbsttätigwerden. Schwäbisch Gmünd gilt mit seinem Festival, Museum und Kontakt- und Forschungs-Zentrum als „Hauptstadt des zeitgenössischen Schattentheaters“.

## Ehrungen
- 1992 Ehrung durch den Arbeitskreis Kultur Schwäbisch Gmünd
- 2013 Bürgermedaille der Stadt Schwäbisch Gmünd[11]

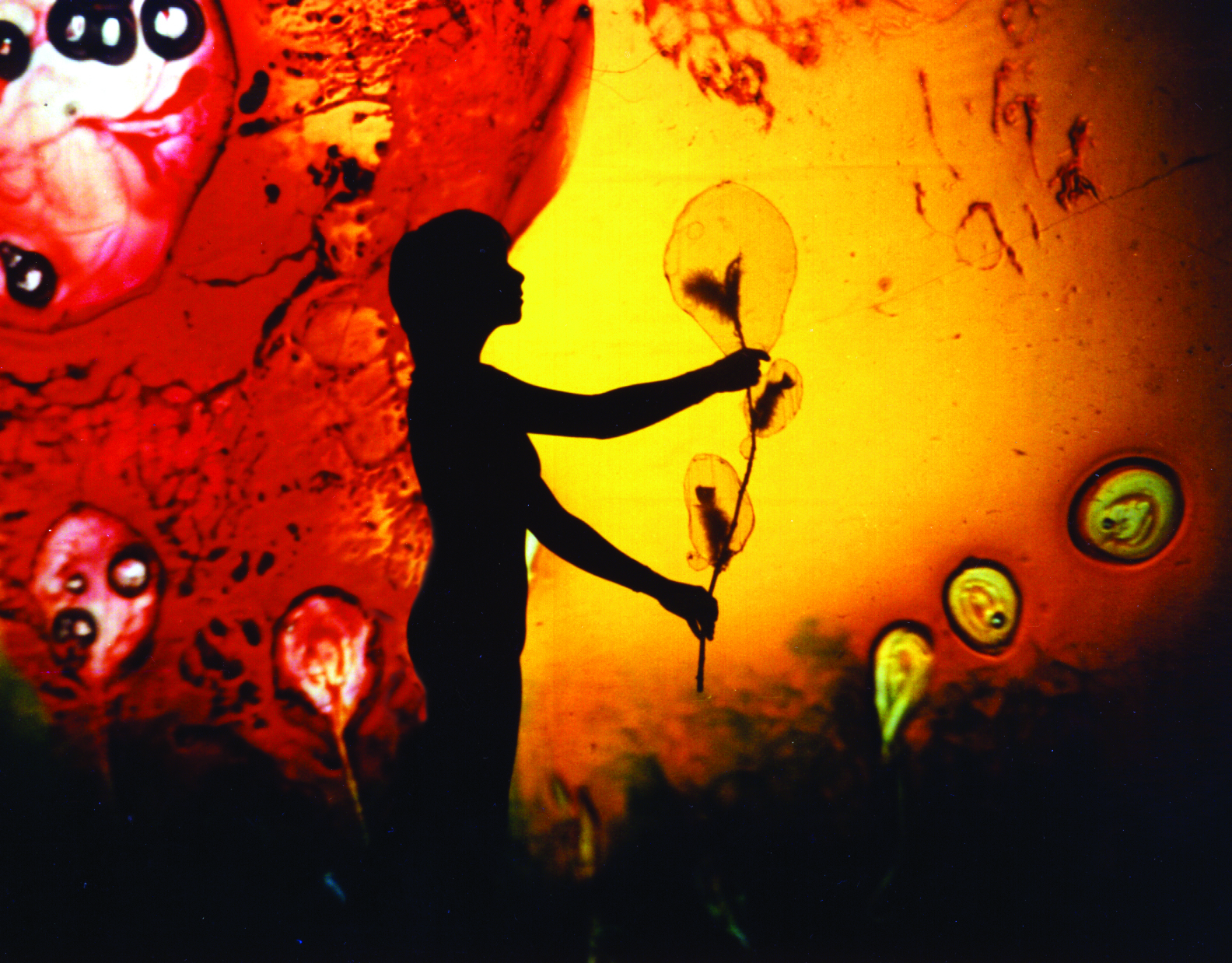
Szene aus einem Stück mit Menschenschatten

- Szene aus einem Stück mit Menschenschatten2015 Ehrenmitglied des Weltverbandes der Puppenspieler (UNIMA)
- 2021 Bundesverdienstkreuz am Bande[12]

## Veröffentlichungen (Auswahl)
- Die Wiedergeburt der Schatten. Einhorn Verlag, Schwäbisch Gmünd 1991, ISBN 3-927654-22-1.
- Schattentheater.
  - Band 1: Autoren und Akteure. Einhorn Verlag, Schwäbisch Gmünd 1997,  ISBN 3-927654-58-2.
  - Band 2: Kunst und Technik. Einhorn Verlag, Schwäbisch Gmünd 2001, ISBN 3-927654-87-6.
  - Band 3: Theorie und Praxis. Einhorn Verlag, Schwäbisch Gmünd 2005, ISBN 3-95747-070-6.

## Rezeption
- Encyclopèdie Mondiale des Artes de la Marionette, Montpellier 2009, Rainer Reusch «Die Entwicklung des zeitgenössischen Schattentheaters» und «Das Internationale Schattentheater-Zentrum».
- Puppen, Menschen & Objekte, Heft 100, 2009, „Rainer Reusch zum 70.“
- Öpus (Österreichische Figurentheater-Zeitschrift), Nr. 76, 2009/10. Rezension des Films „SchattenWelten“ von Rainer Reusch.
- Puppetry Journal (Figurentheater-Zeitschrift der USA), “Shadow World-A video production from the International Shadow Theatre Centre” (Germany).
- Puppetry Journal, “Like a Phoenix Rising from the Ashes”.
- The Daily Telegraph, Jonny Morris: “Shadow Theatre”, 14. Juni 2003
- Gmünder Tagespost, Birgit Markert: “Die Schatten aus dem Schattendasein geholt”, 2009.
- Figura (Figurentheater-Zeitschrift Schweiz), Nr. 44, „Zauberhaftes Schattentheater“, Dezember 2003
- Teatr Lalek (Figurentheater-Zeitschrift Polen), Nr. 4, Zuzanna Glowacka: “W krainie cieni”, 2003.
- Ostalb Einhorn, Nr. 95, Schwäbisch Gmünd, „Zwischen Hell und Dunkel. Schattentheater in Gmünd“, 1997.
- Stuttgarter Nachrichten, Norbert Piontek: „Ein Mekka der Schattenspieler“, 7. Juni 1994.
- Stuttgarter Zeitung, „Gmünder Schattenfiguren suchen ein Museum“, 8. Juli 1998.
- Gmünder Tagespost, „Macher der Schattenspiel-Hauptstadt“, 30. Mai 2013.
- Animations (Figurentheater-Zeitschrift Großbritannien), März 1998, “Shadows in the Spotlight”.
- Dockteater-Eko (Figurentheater-Zeitschrift Schweden), “Ett Mekka för den moderna Skuggteatern”, 02/1996.
- Das andere Theater, „Wie Phönix aus der Asche“, (Gedanken zur Entwicklung des Schattentheaters), Nr. 17, 1994.
- Puppenspiel Information, Sonderteil: Schattentheater, Nr. 62, 1990/1.